# Complexe OCP
Complexe OCP, znany również jako Stade du Phosphate – stadion w Maroku, w mieście Khouribga, na którym gra tamtejszy klub – Olympique Khouribga. Mieści 10 000 lub 11 000 widzów. Jego nawierzchnia jest trawiasta. Przeszedł przebudowę w 2012 roku. Mieści się przy BP 160 Khouribga Ppal Khouribga.